# Ернесто Саватоне
Ернесто Саватоне е италиански католически духовник, работил в мисията на капуцините в Софийско-пловдивската епархия в България.

## Биография
Ернесто Саватоне е роден през 1828 г. в град Риволи, в района Пиемонт, в Италия.
Пристига в България през 1869 г. и първите три месеца изучава български език в Пловдив. От 1870 до 1874 г. е свещеник в енорията „Свети Апостол Андрей“ в село Селджиково.
От 10 септември 1874 г. до неговото завръщане в Италия през 1892 г. той служи в енорията „Свети Архангел Михаил“ в село Балтаджии. Той е първият мисионер капуцин служил в селото. По време на руско-турската освободителна война, той съобщава на руснаците, че в съседното село Алифаково е изоставен от турците голям военен склад с храна. По-късно временното руско управление в българските земи решило да възнагради енорията му и с получените пари е построена нова сграда на училището.
През 1887 г. изгражда нов храм в селото, проектиран от италианеца Визети. Отец Ернесто е имал познания в строителството и е ръководил изграждането на храма. Помагал е в изграждането на църквите в енориите в „Свети Йосиф“ в София и „Прескръбна Божия Майка“ в Дуванлии; рисува икони в църквата „Успение Богородично“ в село Хамбарлии.
Умира на 28 август 1894 г. в Сомарива дел Боско в Италия. През есента на 1894 г. на вътрешната страна на лицето на старата църква в Секирово, от дясно, е била прикрепена паметна плоча, на която е пишело следното: „Отец Ернест от Ривера капуцин, 20 години бе мисионер в Балтаджии, построи тази църква в 1887 год. По причина на болест се завърна в Италия, гдето предаде Богу дух на през август 1894 г. на възраст 66 години. Народът признателен на добрия си пастир, построи този паметник в 1894 година. Requescat in pace”. През 1928 г. сградата на църквата, а с нея и плочата са разрушени от Чирпанското земетресение.